# Michael Jacksons diskografi
Denne artikel indeholder en diskografi for den amerikanske sanger og sangskriver Michael Jackson.

## Album

### Studie albums
| Titel                                     | Albumdetaljer                                     |  |
| ----------------------------------------- | ------------------------------------------------- |  |
| Titel                                     | Albumdetaljer                                     |  |
| Got to Be There                           | - Udgivelsesdato: 24, Januar 1972 - Label: Motown |  |
| Ben                                       | - Udgivelsesdato: 4, August 1972 - Label: Motown  |  |
| Music & Me                                | - Udgivelsesdato: 13, April 1973 - Label: Motown  |  |
| Forever, Michael                          | - Udgivelsesdato: 16, Januar 1975 - Label: Motown |  |
| Off the Wall                              | - Udgivelsesdato: 10, August 1979 - Label: Epic   |  |
| Thriller                                  | - Udgivelsesdato: 30, November 1982 - Label: Epic |  |
| Bad                                       | - Udgivelsesdato: 31, August 1987 - Label: Epic   |  |
| Dangerous                                 | - Udgivelsesdato: 13, November 1991 - Label: Epic |  |
| HIStory: Past, Present and Future, Book I | - Udgivelsesdato: 16, Juni 1995 - Label: Epic     |  |
| Invincible                                | - Udgivelsesdato: 30, October 2001 - Label: Epic  |  |

### Opsamlinger
| Titel                                                                         | Albumdetaljer                                                               |  |
| ----------------------------------------------------------------------------- | --------------------------------------------------------------------------- |  |
| Titel                                                                         | Albumdetaljer                                                               |  |
| The Best of Michael Jackson                                                   | - Type: Best of - Udgivelsesdato: 28, August 1975 - Label: Motown           |  |
| One Day in Your Life                                                          | - Type: Best of - Udgivelsesdato: 25, Marts 1981 - Label: Motown            |  |
| 18 Greatest Hits                                                              | - Type: Greatest hits - Udgivelsesdato: 1983 - Label: Motown                |  |
| 9 Singles Pack                                                                | - Type: Box set - Udgivelsesdato: 1983 - Label: Epic                        |  |
| 14 Greatest Hits                                                              | - Type: Greatest hits - Udgivelsesdato: 1984 - Label: Motown                |  |
| Farewell My Summer Love                                                       | - Type: Unreleased tracks - Udgivelsesdato: 8, Maj 1984 - Label: Motown     |  |
| Anthology                                                                     | - Type: Box set - Udgivelsesdato: 14, November 1986 - Label: Motown         |  |
| Their Very Best – Back to Back (with Diana Ross/Gladys Knight/Stevie Wonder)  | - Type: Best of - Udgivelsesdato: 1986 - Label: Motown                      |  |
| Love Songs (with Diana Ross)                                                  | - Type: Greatest hits - Udgivelsesdato: 1987 - Label: Motown                |  |
| Singles Souvenir Pack                                                         | - Type: Box set - Udgivelsesdato: 1988 - Label: Epic                        |  |
| Motown's Greatest Hits                                                        | - Type: Greatest hits - Udgivelsesdato: 1992 - Label: Motown                |  |
| Tour Souvenir Pack                                                            | - Type: Box set - Udgivelsesdato: 1992 - Label: Epic                        |  |
| The Best of Michael Jackson & The Jackson 5ive                                | - Type: Best of - Udgivelsesdato: 1997 - Label: Motown                      |  |
| The Very Best of Michael Jackson with The Jackson Five                        | - Type: Best of - Udgivelsesdato: 1999 - Label: Motown                      |  |
| 20th Century Masters – The Millennium Collection: The Best of Michael Jackson | - Type: Best of - Udgivelsesdato: 2000 - Label: Motown                      |  |
| Greatest Hits: HIStory, Volume I                                              | - Type: Greatest hits - Udgivelsesdato: 13, November 2001 - Label: Epic     |  |
| Number Ones                                                                   | - Type: Greatest hits - Udgivelsesdato: 18, November 2003 - Label: Epic     |  |
| Off the Wall / Thriller                                                       | - Type: Box set - Udgivelsesdato: 2004 - Label: Epic                        |  |
| Bad / Dangerous                                                               | - Type: Box set - Udgivelsesdato: 2004 - Label: Epic                        |  |
| The Ultimate Collection                                                       | - Type: Box set - Udgivelsesdato: 17, November 2004 - Label: Epic           |  |
| The Essential Michael Jackson                                                 | - Type: Greatest hits - Udgivelsesdato: 19, Juli 2005 - Label: Epic         |  |
| Blood on the Dance Floor: HIStory in the Mix / Invincible                     | - Type: Box set - Udgivelsesdato: 2006 - Label: Epic                        |  |
| Visionary: The Video Singles                                                  | - Type: Box set - Udgivelsesdato: 20, Februar 2006 - Label: Epic            |  |
| Les 50 plus belles chansons                                                   | - Type: Best of - Udgivelsesdato: 2007 - Label: Motown                      |  |
| King of Pop                                                                   | - Type: Best of - Udgivelsesdato: 22, August 2008 - Label: Epic             |  |
| Gold                                                                          | - Type: Best of - Udgivelsesdato: 26, August 2008 - Label: Motown           |  |
| Dangerous / Dangerous – The Short Films                                       | - Type: Box set - Udgivelsesdato: 2008 - Label: Epic                        |  |
| The Collection                                                                | - Type: Box set - Udgivelsesdato: 29, Juni 2009 - Label: Epic               |  |
| The Definitive Collection                                                     | - Type: Best of - Udgivelsesdato: 25, August 2009 - Label: Motown           |  |
| La Légende de la Pop                                                          | - Type: Box set - Udgivelsesdato: 2009 - Label: Pias France                 |  |
| Michael                                                                       | - Type: Unreleased tracks - Udgivelsesdato: 10, December 2010 - Label: Epic |  |
| The Indispensable Collection                                                  | - Type: Box set - Udgivelsesdato: 21, Juni 2013 - Label: MJJ Productions    |  |
| The Ultimate Fan Extras Collection                                            | - Type: Box set - Udgivelsesdato: 24, Juni 2013 - Label: MJJ Productions    |  |

### Andre albums (Remix, soundtracks, osv.)
| Titel                                        | Albumdetaljer                                                                      |  |
| -------------------------------------------- | ---------------------------------------------------------------------------------- |  |
| Titel                                        | Albumdetaljer                                                                      |  |
| E.T. the Extra-Terrestrial                   | - Type: Audiobook / Soundtrack - Release date: November 1982 - Label: Epic         |  |
| The Michael Jackson Mix                      | - Type: Remix album - Udgivelsesdato: 1987 - Label: Stylus                         |  |
| Blood on the Dance Floor: HIStory in the Mix | - Type: Remix album / Studio album - Udgivelsesdato: 11, Maj 1997 - Label: Epic    |  |
| Off the Wall – Special Edition               | - Type: Re-issue / Studio album - Udgivelsesdato: 16, Oktober 2001 - Label: Epic   |  |
| Thriller – Special Edition                   | - Type: Re-issue / Studio album - Udgivelsesdato: 16, Oktober 2001 - Label: Epic   |  |
| Bad – Special Edition                        | - Type: Re-issue / Studio album - Udgivelsesdato: 16, Oktober 2001 - Label: Epic   |  |
| Dangerous – Special Edition                  | - Type: Re-issue / Studio album - Udgivelsesdato: 16, Oktober 2001 - Label: Epic   |  |
| Thriller – 25th Anniversary Edition          | - Type: Re-issue / Studio album - Udgivelsesdato: 12, Februar 2008 - Label: Epic   |  |
| The Stripped Mixes                           | - Type: Remix album - Udgivelsesdato: 28, Juli 2009 - Label: Motown                |  |
| The Remix Suite                              | - Type: Remix album - Udgivelsesdato: 20, Oktober 2009 - Label: Motown             |  |
| Michael Jackson's This Is It                 | - Type: Soundtrack / Best of - Udgivelsesdato: 26, Oktober 2009 - Label: Epic      |  |
| Selections from Michael Jackson's This Is It | - Type: EP - Udgivelsesdato: 26, Oktober 2009 - Label: Epic                        |  |
| Immortal                                     | - Type: Soundtrack / Remix album - Udgivelsesdato: 21, November 2011 - Label: Epic |  |
| Bad – 25th Anniversary Edition               | - Type: Re-issue / Studio album - Udgivelsesdato: 18, September 2012 - Label: Epic |  |

## Singles

### Singler udgivet fysisk
| Year | Single                                              | Album                                        |  |
| ---- | --------------------------------------------------- | -------------------------------------------- |  |
| Year | Single                                              | Album                                        |  |
| 1971 | "Got to Be There                                    | Got to Be There                              |  |
| 1972 | "Rockin' Robin"                                     | Got to Be There                              |  |
| 1972 | "I Wanna Be Where You Are"                          | Got to Be There                              |  |
| 1972 | "Ain't No Sunshine"                                 | Got to Be There                              |  |
| 1972 | "Ben"                                               | Ben                                          |  |
| 1973 | "With a Child's Heart"                              | Music & Me                                   |  |
| 1973 | "Morning Glow"                                      | Music & Me                                   |  |
| 1973 | "Music and Me"                                      | Music & Me                                   |  |
| 1973 | "Happy"                                             | Music & Me                                   |  |
| 1975 | "We're Almost There"                                | Forever, Michael                             |  |
| 1975 | "Just a Little Bit of You"                          | Forever, Michael                             |  |
| 1975 | "One Day in Your Life"                              | Forever, Michael                             |  |
| 1979 | "Don't Stop 'Til You Get Enough"                    | Off the Wall                                 |  |
| 1979 | "Rock with You"                                     | Off the Wall                                 |  |
| 1979 | "Off the Wall"                                      | Off the Wall                                 |  |
| 1980 | "She's Out of My Life"                              | Off the Wall                                 |  |
| 1980 | "Girlfriend"                                        | Off the Wall                                 |  |
| 1982 | "The Girl Is Mine" (med Paul McCartney)             | Thriller                                     |  |
| 1983 | "Billie Jean"                                       | Thriller                                     |  |
| 1983 | "Beat It"                                           | Thriller                                     |  |
| 1983 | "Wanna Be Startin' Somethin'"                       | Thriller                                     |  |
| 1983 | "Human Nature"                                      | Thriller                                     |  |
| 1983 | "P.Y.T. (Pretty Young Thing)"                       | Thriller                                     |  |
| 1984 | "Thriller"                                          | Thriller                                     |  |
| 1984 | "Farewell My Summer Love"                           | Farewell My Summer Love                      |  |
| 1984 | "Touch the One You Love"                            | Farewell My Summer Love                      |  |
| 1984 | "Girl You're So Together"                           | Farewell My Summer Love                      |  |
| 1987 | "I Just Can't Stop Loving You" (med Siedah Garrett) | Bad                                          |  |
| 1987 | "Bad"                                               | Bad                                          |  |
| 1987 | "Twenty-Five Miles"                                 | The Original Soul of Michael Jackson         |  |
| 1987 | "The Way You Make Me Feel"                          | Bad                                          |  |
| 1988 | "Man in the Mirror"                                 | Bad                                          |  |
| 1988 | "Dirty Diana"                                       | Bad                                          |  |
| 1988 | "Another Part of Me"                                | Bad                                          |  |
| 1988 | "Smooth Criminal"                                   | Bad                                          |  |
| 1989 | "Leave Me Alone"                                    | Bad                                          |  |
| 1989 | "Liberian Girl"                                     | Bad                                          |  |
| 1991 | "Black or White"                                    | Dangerous                                    |  |
| 1992 | "Remember the Time"                                 | Dangerous                                    |  |
| 1992 | "In the Closet"                                     | Dangerous                                    |  |
| 1992 | "Jam"                                               | Dangerous                                    |  |
| 1992 | "Who Is It"                                         | Dangerous                                    |  |
| 1992 | "Heal the World"                                    | Dangerous                                    |  |
| 1993 | "Give In to Me"                                     | Dangerous                                    |  |
| 1993 | "Will You Be There"                                 | Dangerous                                    |  |
| 1993 | "Gone Too Soon"                                     | Dangerous                                    |  |
| 1995 | "Scream" (with Janet Jackson)                       | HIStory: Past, Present and Future, Book I    |  |
| 1995 | "Childhood"                                         | HIStory: Past, Present and Future, Book I    |  |
| 1995 | "You Are Not Alone"                                 | HIStory: Past, Present and Future, Book I    |  |
| 1995 | "Earth Song"                                        | HIStory: Past, Present and Future, Book I    |  |
| 1996 | "They Don't Care About Us"                          | HIStory: Past, Present and Future, Book I    |  |
| 1996 | "Stranger in Moscow"                                | HIStory: Past, Present and Future, Book I    |  |
| 1997 | "Blood on the Dance Floor"                          | Blood on the Dance Floor: HIStory in the Mix |  |
| 1997 | "HIStory/Ghosts"                                    | Blood on the Dance Floor: HIStory in the Mix |  |
| 2001 | "You Rock My World"                                 | Invincible                                   |  |
| 2001 | "Cry"                                               | Invincible                                   |  |
| 2003 | "One More Chance"                                   | Number Ones                                  |  |
| 2008 | "The Girl Is Mine 2008" (with will.i.am)            | Thriller – 25th Anniversary Edition          |  |
| 2008 | "Wanna Be Startin' Somethin' 2008" (with Akon)      | Thriller – 25th Anniversary Edition          |  |
| 2010 | "Hold My Hand" (with Akon)                          | Michael                                      |  |
| 2011 | "Hollywood Tonight"                                 | Michael                                      |  |
| 2011 | "Behind the Mask"                                   | Michael                                      |  |

### Andre singler (Samarbejder med af andre kunstnere,)
| Year | Single                                                                                       | Album                                              |  |
| ---- | -------------------------------------------------------------------------------------------- | -------------------------------------------------- |  |
| Year | Single                                                                                       | Album                                              |  |
| 1978 | "Ease on Down the Road" (with Diana Ross)                                                    | The Wiz: Original Motion Picture Soundtrack        |  |
| 1979 | "You Can't Win"                                                                              | The Wiz: Original Motion Picture Soundtrack        |  |
| 1979 | "A Brand New Day" (with Diana Ross & The Wiz Stars)                                          | The Wiz: Original Motion Picture Soundtrack        |  |
| 1980 | "Night Time Lover" (with La Toya Jackson)                                                    | La Toya Jackson                                    |  |
| 1980 | "Save Me" (with Dave Mason)                                                                  | Old Crest on a New Wave                            |  |
| 1982 | "Muscles" (with Diana Ross)                                                                  | Silk Electric                                      |  |
| 1982 | "State of Independence" (with Donna Summer & Friends)                                        | Donna Summer                                       |  |
| 1982 | "Someone in the Dark"                                                                        | E.T. the Extra-Terrestrial                         |  |
| 1983 | "Say Say Say" (with Paul McCartney)                                                          | Pipes of Peace                                     |  |
| 1984 | "Somebody's Watching Me" (with Rockwell and Jermaine Jackson)                                | Somebody's Watching Me                             |  |
| 1984 | "Tell Me I'm Not Dreamin' (Too Good to Be True)" (with Jermaine Jackson)                     | Jermaine Jackson                                   |  |
| 1984 | "Don't Stand Another Chance" (with Janet Jackson)                                            | Dream Street                                       |  |
| 1984 | "Centipede" (with Rebbie Jackson & Weather Girls)                                            | Centipede                                          |  |
| 1984 | "The Man" (with Paul McCartney)                                                              | Pipes of Peace                                     |  |
| 1985 | We Are the World                                                                             |                                                    |  |
| 1985 | "Eaten Alive" (with Diana Ross)                                                              | Eaten Alive                                        |  |
| 1986 | "Love's Gone Bad" (with The Jackson 5)                                                       | Looking Back to Yesterday                          |  |
| 1987 | "I Saw Mommy Kissing Santa Claus" (with The Jackson 5)                                       | no album                                           |  |
| 1987 | "Get It" (with Stevie Wonder)                                                                | Characters                                         |  |
| 1988 | "I Want You Back '88" (with The Jackson 5)                                                   | no album                                           |  |
| 1989 | "Speed Demon"                                                                                | Bad                                                |  |
| 1989 | "2300 Jackson Street" (with The Jackson 5, Janet Jackson, Rebbie Jackson and Marlon Jackson) | 2300 Jackson Street                                |  |
| 1990 | "Do the Bartman" (with The Simpsons)                                                         | The Simpsons Sing the Blues                        |  |
| 1992 | "Black or White (The Clivillés & Coles Remixes)"                                             | Black or White (The Clivillés & Coles Remixes) CDS |  |
| 1993 | "Whatzupwitu" (with Eddie Murphy)                                                            | Love's Alright                                     |  |
| 1995 | "Scream (David Morales Remix)" (with Janet Jackson)                                          | Scream (David Morales Remix)                       |  |
| 1995 | "This Time Around" (with The Notorious B.I.G.)                                               | HIStory: Past, Present and Future, Book I          |  |
| 1996 | "Why" (with 3T)                                                                              | Brotherhood                                        |  |
| 1996 | "I Need You" (with 3T)                                                                       | Brotherhood                                        |  |
| 1996 | "State of Independence (Remix)" (with Donna Summer & Friends)                                | State of Independence (Remix)                      |  |
| 1997 | "Is It Scary"                                                                                | Blood on the Dance Floor: HIStory in the Mix       |  |
| 1998 | "On the Line"                                                                                | Ghosts – Deluxe Collector Box Set                  |  |
| 2001 | "Butterflies]"                                                                               | Invincible                                         |  |
| 2001 | "Speechless"                                                                                 | Invincible                                         |  |
| 2002 | "Heaven Can Wait"                                                                            | Invincible                                         |  |
| 2003 | "What More Can I Give" (with the All Stars)                                                  | no album                                           |  |
| 2003 | "Todo Para Ti" (with the All Stars)                                                          | no album                                           |  |
| 2004 | "Cheater"                                                                                    | The Ultimate Collection                            |  |
| 2008 | "Beat It 2008" (with Fergie)                                                                 | Thriller – 25th Anniversary Edition                |  |
| 2008 | "Billie Jean 2008" (with Kanye West)                                                         | Thriller – 25th Anniversary Edition                |  |
| 2008 | "Thriller Megamix"                                                                           | King of Pop                                        |  |
| 2009 | "Maria (You Were the Only One)"                                                              | Got to Be There                                    |  |
| 2009 | "Dangerous"                                                                                  | Dangerous                                          |  |
| 2009 | "Smile"                                                                                      | HIStory: Past, Present and Future, Book I          |  |
| 2009 | "This Is It" (with The Jacksons)                                                             | Michael Jackson's This Is It                       |  |
| 2010 | "Mind Is the Magic" (for Siegfried & Roy)                                                    | Mind Is the Magic: Anthem for the Las Vegas Show   |  |
| 2010 | "Breaking News"                                                                              | Michael                                            |  |
| 2010 | "Much Too Soon"                                                                              | Michael                                            |  |
| 2010 | "(I Can't Make It) Another Day" (with Lenny Kravitz)                                         | Michael                                            |  |
| 2010 | "Monster" (with 50 Cent)                                                                     | Michael                                            |  |
| 2011 | "(I Like) The Way You Love Me"                                                               | Michael                                            |  |
| 2011 | "All in Your Name" (with Barry Gibb)                                                         | no album                                           |  |
| 2011 | "Immortal Megamix                                                                            | Immortal                                           |  |
| 2011 | "You Are Not Alone/I Just Can't Stop Loving You (Immortal Version)"                          | Immortal                                           |  |
| 2011 | "Wanna Be Startin' Somethin' (Immortal Version)"                                             | Immortal                                           |  |
| 2011 | "I'll Be There (Immortal Version)"                                                           | Immortal                                           |  |
| 2011 | "Dancing Machine/Blame It on the Boogie (Immortal Version)"                                  | Immortal                                           |  |
| 2011 | "This Place Hotel/Smooth Criminal/Dangerous (Immortal Version)"                              | Immortal                                           |  |
| 2011 | "Is It Scary/Threatened/Thriller (Immortal Version)"                                         | Immortal                                           |  |
| 2012 | "Bad (Afrojack Remix) (DJ Buddha Edit)" (with Pitbull)                                       | Bad – 25th Anniversary Edition                     |  |
| 2012 | "I'm So Blue"                                                                                | Bad – 25th Anniversary Edition                     |  |

## Sange
| Sang                                                        | År   | Album                                        | Sangskriver(e)                                                                                               | Noter |
| ----------------------------------------------------------- | ---- | -------------------------------------------- | --- | --- |
| "2 Bad"                                                     | 1995 | HIStory: Past, Present and Future, Book I    | Michael Jackson Bruce Swedien René Moore Dallas Austin                                                       | - Rap af Shaquille O'Neal |
| "2000 Watts"                                                | 2001 | Invincible                                   | Michael Jackson Teddy Riley Tyrese Gibson Jaron Henson                                                       | - Kor af Teddy Riley |
| "2300 Jackson Street"                                       | 1989 | 2300 Jackson Street                          | Jermaine Jackson Jackie Jackson Tito Jackson Randy Jackson Gene Griffin Aaron Hall                           | - The Jacksons med Michael Jackson, Marlon Jackson, Rebbie Jackson og Janet Jackson |
| "A Brand New Day"                                           | 1978 | The Wiz: Original Motion Picture Soundtrack  | Luther Vandross                                                                                              | - Diana Ross, Michael Jackson, Nipsey Russell og Ted Ross |
| "A Place with No Name"                                      | 2014 | Xscape                                       | Michael Jackson Dewey Bunne Dr. Freeze                                                                       | - Skrevet og indspillet i 1998 - Sporet ligner "A Horse with No Name", et hit sang af rockbandet America - En 24-sekunders uddrag lækket online på 16 Juli 2009 - Den fulde version lækket online på December 3, 2013 |
| "Ain't No Sunshine"                                         | 1972 | Got to Be There                              | Bill Withers                                                                                                 | - Bill Withers cover |
| "Al Capone"                                                 | 2012 | Bad 25                                       | Michael Jackson                                                                                              | - Udviklet sig til Smooth Criminal |
| "All in Your Name"                                          | 2011 |                                              | Michael Jackson Barry Gibb                                                                                   | - Barry Gibb med Michael Jackson - Udgivet af Barry Gibb den 25. juni 2011 To års jubilæum af Michael Jacksons død |
| "All the Things You Are"                                    | 1973 | Music & Me                                   | Oscar Hammerstein II Jerome Kern                                                                             | - Hiram Sherman cover |
| "Another Part of Me"                                        | 1987 | Bad                                          | Michael Jackson                                                                                              | |
| "Baby Be Mine"                                              | 1982 | Thriller                                     | Rod Temperton                                                                                                | |
| "Bad"                                                       | 1987 | Bad                                          | Michael Jackson                                                                                              | |
| "Bad (Afrojack Remix)                                       | 2012 | Bad 25                                       | Michael Jackson Pitbull                                                                                      | |
| "Bad (Afrojack Club Remix)"                                 | 2012 | Bad 25                                       | Michael Jackson                                                                                              | |
| "Beat It"                                                   | 1982 | Thriller                                     | Michael Jackson                                                                                              | - Guitarsolo af Eddie Van Halen - Demo udgivet på This Is It (2009) |
| "Beat It 2008"                                              | 2008 | Thriller 25                                  | Michael Jackson                                                                                              | - med Fergie |
| "Beautiful Girl"                                            | 2004 | The Ultimate Collection                      | Michael Jackson                                                                                              | |
| "Behind the Mask"                                           | 2010 | Michael                                      | Michael Jackson Chris Mosdell Ryuichi Sakamoto                                                               | - Baggrund vokal af Shanice - En aftale om at dele de royalties ligeligt mellem Michael Jackson, Chris Mosdell og Ryuichi Sakamoto brød ned, når forvaltningen af Yellow Magic Orchestra uenige og det forhindrede sangen til at blive frigivet på Jacksons sjette studiealbum, Thriller (1982), hvilket gjorde det uudgivet for over 25 år                                                                                               |
| "Ben"                                                       | 1972 | Ben                                          | Walter Scharf Don Black                                                                                      | - Tema fra Ben |
| "Best of Joy"                                               | 2010 | Michael                                      | Michael Jackson                                                                                              | - En af de sidste sange, Michael Jackson indspillet i hans levetid, at have skrevet og indspillet den i 2009, året for hans død |
| "Billie Jean"                                               | 1982 | Thriller                                     | Michael Jackson                                                                                              | - 1981 demo udgivet på Thriller (Special Edition) (2001) - En anden demo eksisterer titlen "Not My Lover" |
| "Billie Jean 2008"                                          | 2008 | Thriller 25                                  | Michael Jackson                                                                                              | - Med Kanye West |
| "Black or White"                                            | 1991 | Dangerous                                    | Michael Jackson Bill Bottrell                                                                                | - Rap af L.T.B. |
| "Blood on the Dance Floor"                                  | 1997 | Blood on the Dance Floor: HIStory in the Mix | Michael Jackson Teddy Riley                                                                                  | |
| "Blue Gangsta"                                              | 2014 | Xscape                                       | Michael Jackson Dr. Freeze                                                                                   | - Også kendt som "No Friend of Mine" - Lækkede online i 2010 |
| "Break of Dawn"                                             | 2001 | Invincible                                   | Michael Jackson Dr. Freeze                                                                                   | |
| "Breaking News"                                             | 2010 | Michael                                      | Michael Jackson Eddie Cascio James Porte                                                                     | |
| "Burn This Disco Out"                                       | 1979 | Off the Wall                                 | Rod Temperton                                                                                                | |
| "Butterflies"                                               | 2001 | Invincible                                   | Andre Harris Marsha Ambrosius                                                                                | - Remix med Eve |
| "Call on Me"                                                | 1984 | Farewell My Summer Love                      | Fonce Mizell Larry Mizell                                                                                    | |
| "Can't Get Outta the Rain"                                  | 1982 |                                              | Michael Jackson Quincy Jones                                                                                 | - B-siden af "The Girl Is Mine" (1982) - Udgivet med overdubs som "You Can't Win" - Senere udgivet på The Essential Michael Jackson 3,0 (2008) og på flere udgaver af King of Pop (2008) |
| "Can't Let Her Get Away"                                    | 1991 | Dangerous                                    | Michael Jackson Teddy Riley                                                                                  | |
| "Carousel"                                                  | 2001 | Thriller (Special Edition)                   | Michael Sembello Don Freeman                                                                                 | - Kort version udgivet på Thriller (Special Edition) (2001) - Fuld version udgivet på flere udgaver af King of Pop (2008) |
| "Centipede"                                                 | 1984 | Centipede                                    | Michael Jackson - Rebbie Jackson med Michael Jackson, La Toya Jackson og Weather Girls                       | |
| "Cheater"                                                   | 2004 | The Ultimate Collection                      | Michael Jackson Greg Phillinganes                                                                            | |
| "Chicago"                                                   | 2014 | Xscape                                       | Michael Jackson Cory Rooney                                                                                  | - Også kendt som "She Was Loving Me" og "Chicago (She Was Loving Me)" - Indspillede i 1999 |
| "Childhood"                                                 | 1995 | HIStory: Past, Present and Future, Book I    | Michael Jackson                                                                                              | - Tema fra Free Willy 2 |
| "Cinderella Stay Awhile"                                    | 1975 | Forever, Michael                             | Michael Burnett Sutton                                                                                       | |
| "Come Together"                                             | 1995 | HIStory: Past, Present and Future, Book I    | John Lennon Paul McCartney                                                                                   | - The Beatles cover - Indspillet i 1988 for filmen Moonwalker - Fuld version udgivet på single "Remember the Time" (1992) - Redigeret version udgivet på HIStory: Past, Present and Future, Book I (1995) |
| "Cry"                                                       | 2001 | Invincible                                   | R. Kelly | |
| "D.S."                                                      | 1995 | HIStory: Past, Present and Future, Book I    | Michael Jackson                                                                                              | - Guitar af Slash |
| "Dangerous"                                                 | 1991 | Dangerous                                    | Michael Jackson Teddy Riley Bill Bottrell                                                                    | - Tidlig version udgivet på The Ultimate Collection (2004) |
| "Dapper Dan"                                                | 1975 | Forever, Michael                             | Don Fletcher                                                                                                 | |
| "Dear Michael"                                              | 1975 | Forever, Michael                             | Hal Davis Elliot Willensky                                                                                   | |
| "Dirty Diana"                                               | 1987 | Bad                                          | Michael Jackson                                                                                              | - Guitar by Steve Stevens |
| "Doggin' Around"                                            | 1973 | Music & Me                                   | Lena Agree                                                                                                   | |
| "Don't Be Messin' 'Round"                                   | 2012 | Bad 25                                       | Michael Jackson                                                                                              | |
| "Don't Let It Get You Down"                                 | 1984 | Farewell My Summer Love                      | Mel Larson Jerry Marcellino Deke Richards                                                                    | |
| "Don't Stand Another Chance"                                | 1984 | Dream Street                                 | Janet Jackson Marlon Jackson John Barnes                                                                     | - Janet Jackson med kor af Michael Jackson, Marlon Jackson, Tito Jackson og Jackie Jackson |
| "Don't Stop 'Til You Get Enough"                            | 1979 | Off the Wall                                 | Michael Jackson                                                                                              | - 1978 demo udgivet på Off the Wall (Special Edition) (2001) |
| "Don't Walk Away"                                           | 2001 | Invincible                                   | Michael Jackson Teddy Riley Richard Stites Reed Vertelney                                                    | |
| "Earth Song"                                                | 1995 | HIStory: Past, Present and Future, Book I    | Michael Jackson                                                                                              | |
| "Ease on Down the Road"                                     | 1978 | The Wiz: Original Motion Picture Soundtrack  | Charlie Smalls                                                                                               | - Diana Ross og Michael Jackson |
| "Eaten Alive"                                               | 1985 | Eaten Alive                                  | Michael Jackson Barry Gibb Maurice Gibb                                                                      | - Diana Ross med Michael Jackson - En solo version blev indspillet af Michael Jackson, men er stadig uudgivet |
| "Euphoria"                                                  | 1973 | Music & Me                                   | Leon Ware Jacqueline Hilliard                                                                                | |
| "Everybody's Somebody's Fool"                               | 1972 | Ben                                          | Gladys Hampton Regina Adams Ace Adams                                                                        | |
| "Fall Again"                                                | 2004 | The Ultimate Collection                      | Walter Afanasieff Robin Thicke                                                                               | |
| "Farewell My Summer Love"                                   | 1984 | Farewell My Summer Love                      | Keni St. Lewis                                                                                               | |
| "Fly Away"                                                  | 2001 | Bad (Special Edition)                        | Michael Jackson                                                                                              | |
| "For All Time"                                              | 2008 | Thriller 25                                  | Michael Sherwood Steve Porcaro                                                                               | |
| "Free"                                                      | 2012 | Bad 25                                       | Michael Jackson                                                                                              | |
| "Get It"                                                    | 1987 | Characters                                   | Stevie Wonder                                                                                                | - Stevie Wonder med Michael Jackson |
| "Get on the Floor"                                          | 1979 | Off the Wall                                 | Michael Jackson Louis Johnson                                                                                | |
| "Ghosts"                                                    | 1997 | Blood on the Dance Floor: HIStory in the Mix | Michael Jackson Teddy Riley                                                                                  | |
| "Girl Don't Take Your Love from Me"                         | 1972 | Got to Be There                              | Willie Hutch                                                                                                 | |
| "Girl You're So Together"                                   | 1984 | Farewell My Summer Love                      | Keni St. Lewis                                                                                               | |
| "Girlfriend"                                                | 1979 | Off the Wall                                 | Paul McCartney                                                                                               | - Paul McCartney & Wings cover - Oprindelig skrevet til Michael Jackson |
| "Give In to Me"                                             | 1991 | Dangerous                                    | Michael Jackson Bill Bottrell                                                                                | - Guitar af Slash |
| "Give Me Half a Chance"                                     | 1986 | Looking Back to Yesterday                    | C. Davis | |
| "Gone Too Soon"                                             | 1991 | Dangerous                                    | Larry Grossman Buz Kohan                                                                                     | - Dedikeret til mindet om Michael Jacksons ven Ryan White |
| "Got the Hots"                                              | 2008 | Thriller 25 (Japan Edition)                  | Michael Jackson Quincy Jones                                                                                 | - Senere udgivet på flere udgaver af King of Pop (2008) |
| "Got to Be There"                                           | 1972 | Got to Be There                              | Elliot Willensky                                                                                             | |
| "Greatest Show on Earth"                                    | 1972 | Ben                                          | Mel Larson Jerry Marcellino                                                                                  | |
| "Happy"                                                     | 1973 | Music & Me                                   | Michel Legrand Smokey Robinson                                                                               | - Kærlighedstemaet fra Lady Sings the Blues |
| "Heal the World"                                            | 1991 | Dangerous                                    | Michael Jackson                                                                                              | |
| "Heartbreaker"                                              | 2001 | Invincible                                   | Michael Jackson Rodney Jerkins Fred Jerkins III LaShawn Daniels Mischke Butler Norman Gregg                  | - Rap udført af Fats |
| "Heaven Can Wait"                                           | 2001 | Invincible                                   | Michael Jackson Teddy Riley Andreao Heard Nate Smith Teron Beal Eritza Laues Kenny Quiller                   | |
| "Here I Am (Come and Take Me)"                              | 1984 | Farewell My Summer Love                      | Al Green Mabon Hodges                                                                                        | |
| "HIStory"                                                   | 1995 | HIStory: Past, Present and Future, Book I    | Michael Jackson James Harris III Terry Lewis                                                                 | - Kor af Boyz II Men |
| "Hold My Hand"                                              | 2010 | Michael                                      | Aliaune Thiam Giorgio Tuinfort Claude Kelly                                                                  | - med Akon - Ufærdig version lækket på Internette i 2008. - Remix version med flere Michaels vokal, udgivet i 2010. |
| "Hollywood Tonight"                                         | 2010 | Michael                                      | Michael Jackson Brad Buxer Teddy Riley                                                                       | - Talt bro ved Taryll Jackson og skrevet af Teddy Riley |
| "Human Nature"                                              | 1982 | Thriller                                     | Steve Porcaro John Bettis                                                                                    | |
| "I Can't Help It"                                           | 1979 | Off the Wall                                 | Stevie Wonder Susaye Greene                                                                                  | |
| "(I Can't Make It) Another Day"                             | 2010 | Michael                                      | Lenny Kravitz                                                                                                | - Med Lenny Kravitz - Trommer af Dave Grohl (af Foo Fighters) |
| "I Hear a Symphony"                                         | 1986 | Looking Back to Yesterday                    | Holland-Dozier-Holland                                                                                       | - Diana Ross og The Supremes cover |
| "I Just Can't Stop Loving You"                              | 1987 | Bad                                          | Michael Jackson                                                                                              | - Vocal duet med Siedah Garrett |
| "(I Like) The Way You Love Me"                              | 2010 | Michael                                      | Michael Jackson                                                                                              | - Demo med titlen "The Way You Love Me" udgivet på The Ultimate Collection (2004) |
| "I Like You the Way You Are (Don't Change Your Love on Me)" | 1986 | Looking Back to Yesterday                    | W. Hutch | |
| "I Need You"                                                | 1995 | Brotherhood                                  | Eric Carmen                                                                                                  | - 3T med Michael Jackson på kor |
| "I Wanna Be Where You Are"                                  | 1972 | Got to Be There                              | Arthur "T-Boy" Ross<>Leon Ware                                                                               | |
| "I Was Made to Love Her"                                    | 1986 | Looking Back to Yesterday                    | Stevie Wonder Henry Cosby Lula Mae Hardaway Sylvia Moy                                                       | - Stevie Wonder cover |
| "I'll Come Home to You"                                     | 1975 | Forever, Michael                             | Freddie Perren Christine Yarian                                                                              | |
| "I'm So Blue"                                               | 2012 | Bad 25                                       | Michael Jackson                                                                                              | |
| "If'n I Was God"                                            | 1986 | Looking Back to Yesterday                    | Robert B. Sherman Robert M. Sherman                                                                          | - Bobby Goldsboro cover |
| "In Our Small Way"                                          | 1972 | Got to Be There                              | Beatrice Verdi Christine Yariam                                                                              | - Senere udgivet på Ben (1972) |
| "In the Back"                                               | 2004 | The Ultimate Collection                      | Michael Jackson Glen Ballard                                                                                 | |
| "In the Closet"                                             | 1991 | Dangerous                                    | Michael Jackson Teddy Riley                                                                                  | - Med kvindelig vokal oprindeligt mærket som "Mystery Girl", men senere viste sig at være prinsesse Stéphanie af Monaco |
| "Invincible"                                                | 2001 | Invincible                                   | Michael Jackson Rodney Jerkins Fred Jerkins III LaShawn Daniels Norman Gregg                                 | - Rap udført af Fats |
| "Is It Scary"                                               | 1997 | Blood on the Dance Floor: HIStory in the Mix | Michael Jackson James Harris III Terry Lewis                                                                 | |
| "It's the Falling in Love"                                  | 1979 | Off the Wall                                 | Carole Bayer Sager David Foster                                                                              | - Med Patti Austin |
| "Jam"                                                       | 1991 | Dangerous                                    | Michael Jackson Teddy Riley] Bruce Swedien René Moore                                                        | - Rap af Heavy D |
| "Je Ne Veux Pas La Fin De Nous"                             | 2012 | Bad 25                                       | Michael Jackson Christine Decroix                                                                            | - Vocal duet med Siedah Garrett - Franske version af "I Just Can't Stop Loving You" |
| "Johnny Raven"                                              | 1973 | Music & Me                                   | Billy Page                                                                                                   | |
| "Just a Little Bit of You"                                  | 1975 | Forever, Michael                             | Edward Holland, Jr. Brian Holland                                                                            | |
| "Just Good Friends"                                         | 1987 | Bad                                          | Terry Britten Graham Lyle                                                                                    | - Med Stevie Wonder |
| "Keep the Faith"                                            | 1991 | Dangerous                                    | Michael Jackson Glen Ballard Siedah Garrett                                                                  | - Koret arrangementet af Andrae Crouch |
| "Keep Your Head Up"                                         | 2010 | Michael                                      | Michael Jackson Eddie Cascio James Porte                                                                     | |
| "Leave Me Alone"                                            | 1987 | Bad                                          | Michael Jackson                                                                                              | |
| "Liberian Girl"                                             | 1987 | Bad                                          | Michael Jackson                                                                                              | - Talt del af Letta Mbulu |
| "Little Susie"                                              | 1995 | HIStory: Past, Present and Future, Book I    | Michael Jackson                                                                                              | |
| "Lonely Teardrops"                                          | 1986 | Looking Back to Yesterday                    | Berry Gordy Gwen Gordy Fuqua Billy Davis                                                                     | - Jackie Wilson cover |
| "Love Is Here and Now You're Gone"                          | 1972 | Got to Be There                              | Holland-Dozier-Holland                                                                                       | - The Supremes cover |
| "Love's Gone Bad"                                           | 1986 | Looking Back to Yesterday                    | Holland-Dozier-Holland                                                                                       | |
| "Man in the Mirror"                                         | 1987 | Bad                                          | Glen Ballard Siedah Garrett                                                                                  | - Kor af Siedah Garrett, The Winans og The Andrae Crouch Koret |
| "Maria (You Were the Only One)"                             | 1972 | Got to Be There                              | Lawrence Brown Linda Glover George Gordy Allen Story                                                         | |
| "Melodie"                                                   | 1984 | Farewell My Summer Love                      | Mel Larson Jerry Marcellino Deke Richards                                                                    | |
| "Mind Is the Magic"                                         | 1995 | Dreams & Illusions                           | Michael Jackson Bryan Loren                                                                                  | - Skrevet af Michael Jackson og Bryan Loren i 1989 for Siegfried & Roy Beyond Belief Show - Udgivet på de tyske album Dreams & Illusions (1995) |
| "Money"                                                     | 1995 | HIStory: Past, Present and Future, Book I    | Michael Jackson                                                                                              | |
| "Monkey Business"                                           | 2004 | The Ultimate Collection                      | Michael Jackson Bill Bottrell                                                                                | |
| "Monster"                                                   | 2010 | Michael                                      | Michael Jackson Eddie Cascio James Porte Curtis Jackson                                                      | - Rap med 50 Cent - Guitar af Orianthi |
| "Morning Glow"                                              | 1973 | Music & Me                                   | Stephen Schwartz                                                                                             | |
| "Morphine"                                                  | 1997 | Blood on the Dance Floor: HIStory in the Mix | Michael Jackson                                                                                              | - Guitar af Slash |
| "Much Too Soon"                                             | 2010 | Michael                                      | Michael Jackson                                                                                              | |
| "Muscles"                                                   | 1982 | Silk Electric                                | Michael Jackson                                                                                              | - Diana Ross med Michael Jackson på kor |
| "Music and Me"                                              | 1973 | Music & Me                                   | Jerry Marcellino Mel Larson Don Fenceton Mike Cannon                                                         | |
| "My Girl"                                                   | 1972 | Ben                                          | Smokey Robinson Ronald White                                                                                 | - The Temptations cover |
| "Night Time Lover"                                          | 1980 | La Toya Jackson                              | La Toya Jackson Michael Jackson                                                                              | - La Toya Jackson med Michael Jackson |
| "Off the Wall"                                              | 1979 | Off the Wall                                 | Rod Temperton                                                                                                | |
| "On the Line"                                               | 1997 | Michael Jackson's Ghosts box set             | Michael Jackson Kenneth "Babyface" Edmonds                                                                   | - Blev oprindeligt indspillet af Michael Jackson for Spike Lee filmen får på bussen i 1996 - Det var den ledende styr på en 3 track Minimax CD single, som blev udgivet som en del af Deluxe Collector Box Set af Michael Jacksons Ghosts den 11. december 1997 Det Forenede Kongerige - En kortere version med en fade out var på Minimax CD single og den fulde længde version af sangen blev udgivet på The Ultimate Collection (2004) |
| "One Day in Your Life"                                      | 1975 | Forever, Michael                             | Sam Brown III Renée Armand                                                                                   | |
| "One More Chance"                                           | 2003 | Number Ones                                  | R. Kelly | |
| "P.Y.T. (Pretty Young Thing)"                               | 1982 | Thriller                                     | James Ingram Quincy Jones                                                                                    | - Demo skrevet af Michael Jackson og Greg Phillinganes - Demo udgivet på The Ultimate Collection (2004) |
| "P.Y.T. (Pretty Young Thing) 2008"                          | 2008 | Thriller 25                                  | Michael Jackson William Adams Keith Harris                                                                   | |
| "People Make the World Go 'Round"                           | 1972 | Ben                                          | Thom Bell Linda Creed                                                                                        | |
| "Planet Earth"                                              | 2009 | Michael Jackson's This Is It                 | Michael Jackson                                                                                              | - Digt, der blev offentliggjort i foringen noter af Dangerous (1991) |
| "Price of Fame"                                             | 2012 | Bad 25                                       | Michael Jackson                                                                                              | |
| "Privacy"                                                   | 2001 | Invincible                                   | Michael Jackson Rodney Jerkins Fred Jerkins III LaShawn Daniels Bernard Belle                                | - Guitar af Slash |
| "Remember the Time"                                         | 1991 | Dangerous                                    | Michael Jackson Teddy Riley Bernard Belle                                                                    | |
| "Rock with You"                                             | 1979 | Off the Wall                                 | Rod Temperton                                                                                                | |
| "Rockin' Robin"                                             | 1972 | Got to Be There                              | Leon Rene | - Bobby Day cover - Leon Rene er krediteret under pseudonymet "Jimmie Thomas" |
| "Save Me"                                                   | 1980 | Old Crest on a New Wave                      | Jim Krueger                                                                                                  | - Dave Mason med Michael Jackson |
| "Say Say Say"                                               | 1983 | Pipes of Peace                               | Paul McCartney Michael Jackson                                                                               | - Paul McCartney med Michael Jackson |
| "Scared of the Moon"                                        | 2004 | The Ultimate Collection                      | Michael Jackson Buz Kohan                                                                                    | |
| "Scream"                                                    | 1995 | HIStory: Past, Present and Future, Book I    | Michael Jackson Janet Jackson James Harris III Terry Lewis                                                   | - Duet med Janet Jackson |
| "She Drives Me Wild"                                        | 1991 | Dangerous                                    | Michael Jackson Teddy Riley Aqil Davidson                                                                    | - Rap af Wreckx-n-Effect |
| "She's Out of My Life"                                      | 1979 | Off the Wall                                 | Tom Bahler                                                                                                   | - Demo udgivet på This Is It (2009) |
| "Shoo-Be-Doo-Be-Doo-Da-Day"                                 | 1972 | Ben                                          | Stevie Wonder Sylvia Moy Henry Cosby                                                                         | - Stevie Wonder cover |
| "Shout"                                                     | 2001 |                                              | Michael Jackson Teddy Riley Claude Forbes Roy Hamilton Samuel Hoskins Carmen Lampson                         | - B-siden af "Cry" (2001) |
| "Smile"                                                     | 1995 | HIStory: Past, Present and Future, Book I    | Charlie Chaplin John Turner Geoffrey Parsons                                                                 | - Charlie Chaplin cover |
| "Smooth Criminal"                                           | 1987 | Bad                                          | Michael Jackson                                                                                              | |
| "Somebody's Watching Me"                                    | 1984 | Somebody's Watching Me                       | Rockwell | - Rockwell med Michael Jackson på kor og Jermaine Jackson på kor |
| "Someone in the Dark"                                       | 1982 | E.T. the Extra-Terrestrial                   | Alan Bergman Marilyn Bergman Rod Temperton                                                                   | - Oprindeligt udgivet på E.T. Extra-Terrestrial i 1982 - Senere genudgivet på Thriller (Special Edition) i 2001 |
| "Someone Put Your Hand Out"                                 | 1992 |                                              | Michael Jackson Teddy Riley                                                                                  | - Udgivet i maj 1992 som en eksklusiv Pepsi salgsfremmende single - Genudgivet i 2004 om The Ultimate Collection |
| "Song Groove (A/K/A Abortion Papers)"                       | 2012 | Bad 25                                       | Michael Jackson                                                                                              | |
| "Speechless"                                                | 2001 | Invincible                                   | Michael Jackson                                                                                              | |
| "Speed Demon"                                               | 1987 | Bad                                          | Michael Jackson                                                                                              | |
| "Speed Demon (Nero Remix)"                                  | 2012 | Bad 25                                       | Michael Jackson Nero                                                                                         | |
| "State of Independence"                                     | 1982 | Donna Summer                                 | Jon Anderson Vangelis                                                                                        | - Donna Summer med Michael Jackson, Brenda Russell, James Ingram, Dionne Warwick, Kenny Loggins, Lionel Richie, Stevie Wonder og forskellige kunstnere |
| "Stranger in Moscow"                                        | 1995 | HIStory: Past, Present and Future, Book I    | Michael Jackson                                                                                              | - Skrevet den 15. september 1993, Moskva, Rusland under Dangerous World Tour |
| "Streetwalker"                                              | 2001 | Bad (Special Edition)                        | Michael Jackson                                                                                              | |
| "Sunset Driver"                                             | 2004 | The Ultimate Collection                      | Michael Jackson                                                                                              | |
| "Superfly Sister"                                           | 1997 | Blood on the Dance Floor: HIStory in the Mix | Michael Jackson Bryan Loren                                                                                  | |
| "Tabloid Junkie"                                            | 1995 | HIStory: Past, Present and Future, Book I    | Michael Jackson James Harris III Terry Lewis                                                                 | |
| "Take Me Back"                                              | 1975 | Forever, Michael                             | Edward Holland, Jr. Brian Holland                                                                            | |
| "Teenage Symphony"                                          | 1986 | Looking Back to Yesterday                    | Hal Davis G. Jones M. McLeod                                                                                 | |
| "Tell Me I'm Not Dreamin' (Too Good to Be True)"            | 1984 | Dynamite                                     | Michael Omartian Bruce Sudano Jay Gruska                                                                     | - Jermaine Jackson med Michael Jackson |
| "That's What Love Is Made Of"                               | 1986 | Looking Back to Yesterday                    | Smokey Robinson Bobby Rogers Warren Moore                                                                    | - The Miracles cover |
| "The Girl Is Mine"                                          | 1982 | Thriller                                     | Michael Jackson                                                                                              | - med Paul McCartney |
| "The Girl Is Mine 2008"                                     | 2008 | Thriller 25                                  | Michael Jackson William Adams [Keith Harris                                                                  | |
| "The Lady in My Life"                                       | 1982 | Thriller                                     | Rod Temperton                                                                                                | |
| "The Lost Children"                                         | 2001 | Invincible                                   | Michael Jackson                                                                                              | |
| "The Man"                                                   | 1983 | Pipes of Peace                               | Paul McCartney Michael Jackson                                                                               | - Paul McCartney med Michael Jackson |
| "The Way You Make Me Feel"                                  | 1987 | Bad                                          | Michael Jackson                                                                                              | |
| "They Don't Care About Us"                                  | 1995 | HIStory: Past, Present and Future, Book I    | Michael Jackson                                                                                              | |
| "This Is It"                                                | 2009 | Michael Jackson's This Is It                 | Michael Jackson Paul Anka                                                                                    | - Kor af The Jacksons - Oprindeligt beregnet til at være en duet med Paul Anka - Tema fra Michael Jacksons This Is It |
| "This Time Around"                                          | 1995 | HIStory: Past, Present and Future, Book I    | Michael Jackson Dallas Austin Bruce Swedien René Moore                                                       | - Rap af The Notorious B.I.G. |
| "Threatened"                                                | 2001 | Invincible                                   | Michael Jackson Rodney Jerkins Fred Jerkins III LaShawn Daniels                                              | - Indeholder uddrag af Rod Serling |
| "Thriller"                                                  | 1982 | Thriller                                     | Rod Temperton                                                                                                | - Talt rap af Vincent Price - 2. rap vers udgivet på Thriller (Special Edition) (2001) |
| "To Make My Father Proud"                                   | 1984 | Farewell My Summer Love                      | Bob Crewe Larry Weiss                                                                                        | |
| "Todo Mi Amor Eres Tu"                                      | 2001 | Bad (Special Edition)                        | Michael Jackson Rubén Blades                                                                                 | - Vocal duet med Siedah Garrett - Spanske version af "I Just Can't Stop Loving You" |
| "Todo Para Ti"                                              | 2001 |                                              | Michael Jackson Rubén Blades                                                                                 | - Optaget med forskellige kunstnere - Velgørenhed sang til ofrene for angrebene den 11. september - Spanske version af "What More Can I Give" |
| "Too Young"                                                 | 1973 | Music & Me                                   | Sidney Lippman Sylvia Dee                                                                                    | - Nat King Cole cover |
| "Touch the One You Love"                                    | 1984 | Farewell My Summer Love                      | Artie Wayne George S. Clinton                                                                                | |
| "Twenty-Five Miles"                                         | 1987 | The Original Soul of Michael Jackson         | Edwin Starr Bert Berns Jerry Ragovoy Johnny Bristol Harvey Fuqua                                             | - Edwin Starr cover - Oprindelige version udgivet på Hello World: The Motown Solo Collection (2009) |
| "Unbreakable"                                               | 2001 | Invincible                                   | Michael Jackson Rodney Jerkins Fred Jerkins III LaShawn Daniels Nora Payne Robert Smith The Notorious B.I.G. | - Rap af The Notorious B.I.G. - Baggrund vokal af Brandy Norwood |
| "Up Again"                                                  | 1973 | Music & Me                                   | Freddie Perren Christine Yarian                                                                              | |
| "Wanna Be Startin' Somethin'"                               | 1982 | Thriller                                     | Michael Jackson                                                                                              | - Demo udgivet på This Is It (2009) |
| "Wanna Be Startin' Somethin' 2008"                          | 2008 | Thriller 25                                  | Michael Jackson Aliaune Thiam Giorgio Tuinfort                                                               | - med Akon |
| "We Are Here to Change the World"                           | 1986 |                                              | Michael Jackson John Barnes                                                                                  | - Brugt i filmen Captain EO - Senere genudgivet på The Ultimate Collection |
| "We Are the World"                                          | 1985 | We Are the World                             | Michael Jackson Lionel Richie                                                                                | - Optaget med USA for Afrika - Solo demo-version udgivet på The Ultimate Collection (2004) |
| "We Are the World 25 for Haiti"                             | 2010 |                                              | Michael Jackson Lionel Richie                                                                                | - Indspillet med kunstnere for Haiti |
| "We're Almost There"                                        | 1975 | Forever, Michael                             | Edward Holland, Jr. Brian Holland                                                                            | |
| "We've Got a Good Thing Going"                              | 1972 | Ben                                          | Berry Gordy Freddie Perren Alphonzo Mizell Deke Richards                                                     | |
| "We've Got Forever"                                         | 1975 | Forever, Michael                             | Elliot Willensky                                                                                             | |
| "We've Had Enough"                                          | 2004 | The Ultimate Collection                      | Michael Jackson Rodney Jerkins LaShawn Daniels Carole Bayer Sager                                            | |
| "What Goes Around Comes Around"                             | 1972 | Ben                                          | Allen Levinsky Arthur Stokes Dana Meyers Floyd Weatherspoon                                                  | |
| "What More Can I Give"                                      | 2001 |                                              | Michael Jackson                                                                                              | - Optaget med forskellige kunstnere - Velgørenhed sang til ofrene for angrebene den 11. september |
| "Whatever Happens"                                          | 2001 | Invincible                                   | Michael Jackson Teddy Riley Gil Cang Jasmine Quay Geoffrey Williams                                          | - Guitar og fløjte solo af Carlos Santana |
| "Whatzupwitu"                                               | 1993 | Love's Alright                               | Eddie Murphy Trenten Gumbs                                                                                   | - Eddie Murphy med Michael Jackson |
| "When I Come of Age"                                        | 1986 | Looking Back to Yesterday                    | Hal Davis Don Fletcher Weldon Dean Parks                                                                     | |
| "Who Is It"                                                 | 1991 | Dangerous                                    | Michael Jackson                                                                                              | |
| "Who's Lookin' for a Lover"                                 | 1986 | Looking Back to Yesterday                    | J.D. Hilliard L. Ware                                                                                        | |
| "Why"                                                       | 1995 | Brotherhood                                  | Kenneth "Babyface" Edmonds                                                                                   | - 3T med Michael Jackson - En solo version blev indspillet af Michael Jackson, men er stadig uudgivet |
| "Why You Wanna Trip on Me"                                  | 1991 | Dangerous                                    | Teddy Riley Bernard Belle                                                                                    | |
| "Will You Be There"                                         | 1991 | Dangerous                                    | Michael Jackson                                                                                              | - Tema fra Free Willy - Koret arrangementet af Andrae Crouch |
| "Wings of My Love"                                          | 1972 | Got to Be There                              | Berry Gordy Freddie Perren Alphonzo Mizell Deke Richards                                                     | |
| "With a Child's Heart"                                      | 1973 | Music & Me                                   | Sylvia Moy Henry Cosby Vicki Basemore                                                                        | - Cover |
| "Working Day and Night"                                     | 1979 | Off the Wall                                 | Michael Jackson                                                                                              | - 1978 demo udgivet på Off the Wall (Special Edition) (2001) |
| "You Are My Life"                                           | 2001 | Invincible                                   | Michael Jackson Kenneth "Babyface" Edmonds Carole Bayer Sager John McClain                                   | - Skrevet til Michael Jacksons børn |
| "You Are Not Alone"                                         | 1995 | HIStory: Past, Present and Future, Book I    | R. Kelly | |
| "You Are There"                                             | 1975 | Forever, Michael                             | Sam Brown III Randy Meitzenheimer Christine Yarian                                                           | |
| "You Can Cry on My Shoulder"                                | 1972 | Ben                                          | Berry Gordy                                                                                                  | |
| "You Can't Win"                                             | 1978 | The Wiz: Original Motion Picture Soundtrack  | Charlie Smalls                                                                                               | |
| "You Rock My World"                                         | 2001 | Invincible                                   | Michael Jackson Rodney Jerkins Fred Jerkins III LaShawn Daniels Nora Payne                                   | - Intro med Chris Tucker - Remix med Jay-Z |
| "You're Good for Me"                                        | 1986 | Looking Back to Yesterday                    | E. Horan | |
| "You've Got a Friend"                                       | 1972 | Got to Be There                              | Carole King                                                                                                  | - Carole King cover |
| "You've Really Got a Hold on Me"                            | 1984 | Farewell My Summer Love                      | Smokey Robinson Ronald White Bobby Rogers                                                                    | - The Miracles cover |

## Uudgivne Sange
| Sang                                       | Sangskriver(e)                                                  | Noter |
| ------------------------------------------ | --------------------------------------------------------------- | --- |
| "A Baby Smiles"                            | Michael Jackson                                                 | - teksterne til sangen blev præsenteret som et digt med titlen "When a Baby Smiles" i 1992-bogen Dancing the Dream |
| "A Place with No Name"                     | Michael Jackson Dewey Bunnell Dr. Freeze                        | - Skrevet og indspillet i 1998 - TMZ lækket snippet i 2009, 3 uger senere efter Jacksons død |
| "A Pretty Face Is"                         | Stevie Wonder                                                   | - Skriftlig ca. 1974 - Sangen var oprindeligt beregnet til The Jackson 5 eller som en duet mellem Wonder og Jackson, de to angiveligt indspillet sangen for Wonder i 1987 Characters album |
| "Angel"                                    | Kenneth "Babyface"Edmonds                                       | - Indspillet af Jackson omkring 1998 |
| "Attitude"                                 | Michael Jackson Kathy Wakefield Michel Pierre                   | |
| "Bad Girl"                                 | Michael Jackson                                                 | |
| "Bassouille"                               | Michael Jackson Bruce Swedien                                   | - Skrevet i 1994, men har undladt at gøre Michaels HIStory album - Også kendt som "Basszouille" |
| "Be Me 4 a Day"                            | Michael Jackson Gray Calix Days                                 | - Også kendt som "Be Me for a Day", "Just for One Day Be Michael", "Just for a Day", "Me 4 a Day" og "Be Michael" |
| "Belong 2"                                 | Michael Jackson Teddy Riley                                     | - Skrevet i 1999 for Michael album Invincible |
| "Blue Gangsta"                             | Michael Jackson} Dr. Freeze                                     | - Også kendt som "No Friend of Mine" |
| "Bottle of Smoke"                          | Michael Jackson                                                 | |
| "Buffalo Bill"                             | Michael Jackson                                                 | - Først nævnes af chef Frank DiLeo før udgivelsen af The Jacksons 'Victory album i 1984 |
| "California Grass"                         | Michael Jackson                                                 | |
| "Can't Get Your Weight Off of Me"          | MichaelJackson Bruce Swedien                                    | - Skrevet i 2000 |
| "Chicago 1945"                             | Michael Jackson Steve Porcaro                                   | - Udviklet sig til "Smooth Criminal" |
| "Color Of My Soul"                         | Michael Jackson                                                 | - Michaels bror, Randy Jackson, indspillet en demo med titlen Color of Love |
| "Crack Kills"                              | Michael Jackson                                                 | - Planlagt at have været optaget med rappere Run-DMC for Jacksons Bad album, men blev skrinlagt på grund af koncernens negative holdning til sangeren - Teksterne bestående af to vers sat på auktion i november 2005 og igen på internettet auktion websted eBay et år senere |
| "Cry"                                      | Michael Jackson                                                 | - Ikke at forveksle med "Cry" sang fra Jackson fra 2001 album Invincible |
| "Crush"                                    | Ukendt                                                          | - Planlagt at have været registreret som en duet med Lenny Kravitz |
| "Dead or Alive"                            | Michael Jackson                                                 | |
| "Deep in the Night"                        | Michael Jackson                                                 | |
| "Do You Know Where Your Children Are"*     | Michael Jackson                                                 | |
| "Do You Love Me"                           | Michael Jackson Kenneth "Babyface" Edmonds                      | - Afsluttet i 1998 |
| "Do You Want Me"                           | Sisqó Dru Hill                                                  | - Skriftlig ca. 1999 |
| "Doing Dirty"                              | Michael Jackson Marlon Jackson                                  | |
| "Dreams"                                   | Michael Jackson                                                 | |
| "Easy"                                     | Michael Jackson                                                 | |
| "Eaten Alive"                              | Michael Jackson Maurice Gibb Barry Gibb                         | - Oprindelige version af sangen skrevet af Gibb brødrene, men blev omarbejdet af Jackson som fik samarbejdeforfatter kreditter - En demo version blev indspillet af Jackson, men er stadig uudgivet - Senere indspillet af Diana Ross og udgivet på Eaten Alive album i 1985 |
| "Ekam Satyam (The One Truth)"              | A.R. Rahman A.R. Parthasarathi Kanika Myer Bharat               | - Optages som en duet ca September 1999 med Jackson (synger på engelsk) og Rahman (synger på sanskrit) |
| "Elizabeth, I Love You"                    | Michael Jackson                                                 | - Skrevet og udført af Jackson som en hyldest til sin ven Elizabeth Taylor i 1997 - Ingen officiel udgivelse, selvom piratkopi optagelser taget fra 1997-præstation eksisterer |
| "Entertainment Tonight"                    | Michael Jackson                                                 | |
| "Face"                                     | Michael Jackson                                                 | |
| "Fanfare Transition"                       | Michael Jackson                                                 | - Skrevet i 1992 - Også kendt som "Fanfare 1992" |
| "Fantasy"                                  | Michael Jackson Jermaine Jackson                                | |
| "Far, Far Away"                            | Michael Jackson                                                 | |
| "Fear"                                     | Michael Jackson                                                 | - Skriftlig ca. 1993 |
| "From the Bottom of My Heart"              | Michael Jackson                                                 | - Skrevet i 2005 - Tænkt som en velgørende organisation optagelse til ofrene for orkanen Katrina |
| "Get Around"                               | Michael Jackson Rodney Jerkins Fred Jerkins III LaShawn Daniels | |
| "Girl of Another"                          | Michael Jackson                                                 | - Også kendt som Girl of Another Love |
| "Goin' to Rio"                             | Michael Jackson Carole Bayer Sager                              | - Skrevet i 1976. |
| "Got The Hots"                             | Michael Jackson Quincy Jones                                    | |
| "Got to Find a Way Somehow"                | Michael Jackson                                                 | - Skrevet i 1979 |
| "Groove of Midnight"                       | Rod Temperton                                                   | - Skrevet omkring Bad æra - En demo af Jackson dukket på internettet i 2003 |
| "He Who Makes the Sky Grey"                | Jermaine Jackson Sheik Abdullah of Bahrain                      | - Udvalgte vokal af Jackson |
| "Higher Ground"                            | Stevie Wonder                                                   | - En Stevie Wonder sang, musiker Donny Osmond bekræftet, at han havde arbejdet med Jackson i en 2003 tv-interview |
| "Holiday Inn"                              | Michael Jackson                                                 | - Skrevet i 1976 |
| "Hot Fever"                                | Michael Jackson                                                 | - Skrevet i 1985 - Udviklet sig til "The Way You Make Me Feel" |
| "Hot Street"                               | Rod Temperton                                                   | - Indspillet i 1982 - Tidlig demo version kaldet Slapstick |
| "I Can't Get You Off My Mind"              | Michael Jackson                                                 | - Jackson arbejdede på sangen i begyndelsen af 1970'erne - En demo-version / mono acetat vides at eksistere |
| "I Don't Live Here Anymore"                | Michael Jackson                                                 | - Skriftlig ca. 2001 - Også kendt under titlen I Don't Live Anymore |
| "I Forgive You"                            | Michael Jackson}                                                | |
| "I Have This Dream"                        | Michael Jackson Carole Bayer Sager David Foster                 | |
| "I Have This Love of Me"                   | Michael Jackson                                                 | |
| "If You Don't Love Me"                     | Michael Jackson                                                 | |
| "In the Valley"                            | Michael Jackson                                                 | |
| "Iowa"                                     | Michael Jackson                                                 | - "Jeg har set ham skrive ting, som jeg ikke tror, at offentligheden nogensinde vil høre," sagde Janet Jackson. "Han har en sang, der hedder 'Iowa', som han skrev. Folk vil aldrig høre den sang. Lige før han forlod for at filme The Wiz, satte han alle de sange, han havde skrevet på bånd i studiet i vores forældres hus. Ikke en af dem er blevet hørt, og dem var sange at græde for. der er ting, han har skrevet til orkestre, der er klassisk musik, jeg sværger til dig. Ligesom noget af Bach eller Beethoven ". |
| "Joy"                                      | Michael Jackson                                                 | |
| "Kick It"                                  | Fred Jerkins III                                                | |
| "Kentucky"                                 | Michael Jackson                                                 | - Skrevet i midten af 1970'erne |
| "Kreeton Overture"                         | Michael Jackson Jai Winding Marty Paich Patrick Leonard         | - Skrevet i 1984 til åbningen af The Jacksons 'Victory Tour |
| "Little Girls"                             | Michael Jackson                                                 | |
| "Llama Lola"                               | Michael Jackson                                                 | |
| "Lonely Bird"                              | Michael Jackson                                                 | |
| "Lonely Man"                               | Michael Jackson                                                 | |
| "Love Never Felt So Good"                  | Michael Jackson Kathleen Wakefield Paul Anka                    | - Skrevet i 1983 - Demo version lækket på internettet i 2006 - Indspillet af Johnny Mathis og udgivet på hans 1984 album A Special Part of Me |
| "Lucy Is in Love with Linus"               | Michael Jackson                                                 | |
| "Maybe We Can Do It"                       | Michael Jackson Rodney Jerkins Sean Combs                       | - Features Jackson og Sean Combs |
| "Men in Black"                             | Michael Jackson                                                 | - Skrevet til Dangerous album |
| "Michael McKellar"                         | Michael Jackson                                                 | - Skrevet i 1991 |
| "MJ Melody"                                | Michael Jackson                                                 | - Skrevet i 1982 |
| "Neverland Landing"                        | Michael Jackson                                                 | |
| "Nite Line"                                | Glen Ballard                                                    | - Også kendt som "Nightline" - Skrevet i 1982 |
| "Nymphette Lover"                          | Michael Jackson                                                 | - Written in 1981 |
| "Ode to Sorrow"                            | Michael Jackson                                                 | - Skrevet i 1977 |
| "On My Anger"                              | Michael Jackson Teddy Riley                                     | - Skriftlig ca. 1999 |
| "People Have to Make Some Sort of Joke"    | Michael Jackson                                                 | |
| "People of the World"                      | Michael Jackson J Friends                                       | - Skrevet og produceret i 1998 - Sangen blev først udgivet af den japanske band J-FRIENDS |
| "Peter Pan"                                | Michael Jackson}                                                | - Sangen nævnt af Jackson fra 1993 CD The Michael Jackson Interview |
| "Pyramid Girl"                             | Michael Jackson                                                 | - Udviklet sig til "Liberian Girl" |
| "Red Eye"                                  | Michael Jackson                                                 | |
| "Rolling the Dice"                         | Rod Temperton                                                   | - Jackson arbejdede på sangen med Temperton og Quincy Jones under Thriller indspilningerne |
| "Satisfy"                                  | Terry Lewis James Harris III                                    | - Mariah Carey sangen byder Jackson bagvokal |
| "Saved By the Bell"                        | Michael Jackson Jermaine Jackson                                | |
| "Seduction"                                | Michael Jackson Shelby Lee Myrick III                           | |
| "Seeing Voices"                            | Michael Jackson Ray Charles                                     | |
| "Serious Effect"                           | Michael Jackson Teddy Riley                                     | - Features rap af LL Cool J - Lækket på internettet i 2002 |
| "Seven Digits"                             | Michael Jackson Bryan Loren                                     | |
| "She Got It"                               | Ukendt                                                          | - Snippets lækket på internettet i 2005, med den fulde version utæt i 2008 |
| "She's Not a Girl"                         | Michael Jackson                                                 | |
| "She's Trouble"                            | Sue Shifrin Bill Livsey Terry Britten                           | - Også kendt som "Trouble" |
| "She Was Loving Me"                        | Michael Jackson Cory Rooney                                     | |
| "Siegfried & Roy"                          | Michael Jackson                                                 | - Skrevet i 1989 for illusionister Siegfried & Roy - To versioner - vokal og instrumental - registreret hos United States Copyright Office - Menes at være en tidlig version af "Mind Is the Magic" |
| "Sister Sue"                               | Michael Jackson                                                 | |
| "Slapstick"                                | Rod Temperton                                                   | - Arbejdet på Jackson under Thriller indspilningerne - Sangen er en tidlig demo version af "Hot Street" |
| "Soldier's Entrance"                       | Michael Jackson                                                 | - Arbejdet på Jackson i 1999 med henblik på at få det præsenteret på Invincible album |
| "Somewhere in Time"                        | Michael Jackson                                                 | - Skrevet i 1980 |
| "Stand Tall"                               | Michael Jackson                                                 | - Skrevet i 1982 |
| "Starlight"                                | Rod Temperton                                                   | - jackson arbejdede på sangen under Thriller indspilningerne. - Nævnt af Jackson som "Starlight Sun" under hans 1993 deposition, han sang, "Starlight ... Starlight Sun ... Gimme some starlight, for a new day has begun" - Udviklet sig til "Thriller" |
| "State of Shock"                           | Michael Jackson Randy Hansen                                    | - En af tre sange Jackson arbejdede videre med Freddie Mercury - Demo version af Mercury og Jackson blev lækket på internettet i 2002 - Anden version senere udgivet på Victory med Mick Jagger |
| "Stay" (1)                                 | Michael Jackson Bryan Loren                                     | - Skriftlig ca. 1988 |
| "Stop the War"                             | Michael Jackson Carole Bayer Sager                              | - Skriftlig ca. 1999 |
| "Susie"                                    | Michael Jackson                                                 | - Skrevet i 1978 |
| "Thank Heaven"                             | Michael Jackson                                                 | - Skrevet i 1998 |
| "Thank You for Life"                       | Michael Jackson                                                 | - Skriftlig ca. 1976 |
| "That"                                     | Michael Jackson                                                 | - Skrevet i november 1998 |
| "That Kind of Lover"                       | Michael Jackson Ray Ruffin                                      | - Skriftlig ca. 2001 |
| "The Children's Hour"                      | Michael Jackson                                                 | |
| "The Gloved One"                           | Sisqó                                                           | - Skriftlig ca. 2001 |
| "The Nightmare of Edgar Allan Poe"         | Michael Jackson Walter Afanasieff                               | - Skriftlig ca. 2000 - Også kendt som "Edgar Allan Poe" |
| "The Pain"                                 | Shawn Stockman Jay Harvey Mason Rodney Jerkins                  | |
| "The Sky Is the Limit"                     | Michael Jackson                                                 | |
| "The Toy"                                  | Michael Jackson                                                 | - Skrevet i 1981 for en Richard Pryor film |
| "There Must Be More to Life Than This"     | Freddie Mercury                                                 | - En af tre sange Jackson arbejdede videre med Freddie Mercury i 1983 - Parret indspillet to versioner: - Første version lækket på internettet i 2002, og har Mercury taler om sangen og Jackson sang solo til et klaver akkompagnement - Anden version indeholder både Jackson og Mercury sang |
| "This Is It"                               | Michael Jackson Paul Anka                                       | - CO Skrevet og indspillet med Paul Anka i 1980 - Genindspillet i 2009 med kor fra Jacksons brødre med titlen "This Is It", på 2009-soundtrack album This Is It This Is It - Paul Anka frigivet en ny blanding af sangen på hans 2013 album "Duets" |
| "This Is Our Time"                         | Michael Jackson Lauryn Hill David Foster                        | - Skrevet i 1999 - Trods rygter om det modsatte, blev sangen ikke er registreret som en duet med Hill. |
| "Throwin' Your Life Away"                  | Michael Jackson                                                 | - Skrevet i 1988 |
| "To Satisfy You"                           | Michael Jackson Bryan Loren                                     | - Skrevet under Dangerous indspilningerne, men Jackson kunne ikke lide det og gav det til Bryan Loren for hans 1992 album Music from the New World - Solo-optagelse af Jackson kendt for at eksistere |
| "Tomboy"                                   | Michael Jackson                                                 | - Skrevet i 1985 - Fejlagtigt menes af nogle fans til at have været skrevet af Quincy Jones |
| "Tragedy of a Cheer-leader"                | Michael Jackson                                                 | |
| "Tubeway"                                  | Michael Jackson                                                 | - Skriftlig ca. 1999 |
| "Turning Me Off"                           | Michael Jackson                                                 | |
| "Under Your Skin"                          | Michael Jackson                                                 | - Skrevet i 1979 |
| "Unknown"                                  | Michael Jackson                                                 | - Det er uklart, om sangen hedder "Unknown" eller sangtitel er ukendt. |
| "Verdicts"                                 | Michael Jackson Bryan Loren                                     | - Skrevet i 1990 for Dangerous album - En af omkring 20-25 sange, som Michael Jackson og Bryan Loren arbejdede på |
| "Vibrationist"                             | Michael Jackson Teddy Riley                                     | - Skriftlig ca. 1999 |
| "Victory"                                  | Michael Jackson Freddie Mercury                                 | - En af tre sange Jackson arbejdede videre med Freddie Mercury i 1983 - Demo version vides at eksistere |
| "We Are the Ones"                          | Michael Jackson                                                 | - Skrevet i 1978 |
| "We Be Ballin'"                            | Michael Jackson                                                 | - Skrevet i 1997 - Med Ice Cube og Shaquille O'Neal - 2 piratkopi versioner vides at eksistere |
| "What a Lonely Way to Go"                  | Michael Jackson                                                 | - Skriftlig ca. 1975 |
| "What About Us"                            | Michael Jackson                                                 | - Skrevet oprindeligt for Dangerous album - Demos lækket på internettet i 2003 - Tidlig version af "Earth Song" |
| "What You Do to Me"                        | Michael Jackson                                                 | - Skrevet i 1985 - Først registreret hos United States Copyright Office i 1985 - Omregistreret med USA Copyright Office i 1998 |
| "What's a Guy Gotta Do"                    | Pharrell Williams                                               | - Skrevet i 2000 |
| "What's It Gonna Be"                       | Michael Jackson                                                 | - Sangen er ikke at forveksle med "What's It Gonna Be?!", Indspillet af Jacksons søster Janet Jackson og Busta Rhymes |
| "What's Your Life"                         | Michael Jackson Jermaine Jackson                                | |
| "Who Do You Know"                          | Michael Jackson                                                 | - Skriftlig ca. 1981 |
| "Who Is the Girl with Her Hair Down"       | Michael Jackson                                                 | |
| "Why Can't I Be"                           | Michael Jackson                                                 | - Skrevet i 1980 |
| "Why Shy"*                                 | Michael Jackson                                                 | |
| "Xscape"                                   | Ukendt                                                          | - Registreret under Invincible indspilningerne - Lækket på internettet i 2002, hvilket resulterede i Jacksons advokater truer sagsanlæg mod websteder, der ikke fjerner downloade adgang til sporet - Også kendt som "Xcape" eller "Escape" |
| "You Ain't Gonna Change Nothin'"           | Michael Jackson                                                 | - Skrevet i 1975 |
| "You Are a Liar"                           | Michael Jackson                                                 | - Også kendt som "You're a Liar" |
| "You Are So Beautiful"                     | Michael Jackson                                                 | - En sang Jackson begyndte at skrive i 2005 som en tak til sine fans for deres fortsatte støtte |
| "You Told Me Your Lovin'"                  | Michael Jackson                                                 | - Skrevet i 1979 - En anden version findes, med ord og musik af Jacksons bror Randy Jackson |
| "You're Supposed to Keep Your Love for Me" | Stevie Wonder                                                   | - Oprindeligt indspillet i 1975 af Jermaine Jackson, med Wonder, Jackie Jackson og Michael på kor - Re-cut solo version ved Jermaine featured på hans 1980 Let's Get Serious album, der erstatter den oprindelige optagelse byder bror Michael |

## Videografi

### Musikvideoer
| År   | Musikvideo                                                  | Direktør(r)                         |
| ---- | ----------------------------------------------------------- | ----------------------------------- |
| 1979 | "Don't Stop 'Til You Get Enough"                            | Nick Saxton                         |
| 1980 | "Rock with You"                                             | Bruce Gowers                        |
| 1980 | "She's Out of My Life"                                      | Bruce Gowers                        |
| 1983 | "Billie Jean"                                               | Steve Barron                        |
| 1983 | "Beat It"                                                   | Bob Giraldi                         |
| 1983 | "Say Say Say" (Paul McCartney med Michael Jackson)          | Bob Giraldi                         |
| 1983 | "Thriller"                                                  | John Landis                         |
| 1984 | "Somebody's Watching Me" (Rockwell med Michael Jackson)     | Francis Delia                       |
| 1985 | "We Are the World" (med USA for Africa)                     | Tom Trbovich                        |
| 1985 | "Eaten Alive" (Diana Ross med Michael Jackson & Barry Gibb) | David Hogan                         |
| 1987 | "Bad"                                                       | Martin Scorsese                     |
| 1987 | "The Way You Make Me Feel"                                  | Joe Pytka                           |
| 1988 | "Man in the Mirror"                                         | Donald Wilson                       |
| 1988 | "Dirty Diana"                                               | Joe Pytka                           |
| 1988 | "Smooth Criminal"                                           | Colin Chilvers                      |
| 1988 | "Another Part of Me"                                        | Patrick Kelly                       |
| 1988 | "Speed Demon"                                               | Jerry Kramer og Will Vinton         |
| 1988 | "Come Together"                                             | Jerry Kramer og Colin Chilvers      |
| 1989 | "Leave Me Alone"                                            | Jim Blashfield                      |
| 1989 | "Liberian Girl"                                             | Jim Yukich                          |
| 1991 | "Black or White"                                            | John Landis                         |
| 1992 | "Remember the Time"                                         | John Singleton                      |
| 1992 | "In the Closet"                                             | Herb Ritts                          |
| 1992 | "Jam" (med Heavy D)                                         | David Kellogg                       |
| 1992 | "Heal the World"                                            | Joe Pytka                           |
| 1993 | "Give In to Me"                                             | Andy Moharan                        |
| 1993 | "Who Is It"                                                 | David Fincher                       |
| 1993 | "Will You Be There"                                         | Vincent Paterson                    |
| 1993 | "Whatzupwitu" (Eddie Murphy med Michael Jackson)            | Wayne Isham                         |
| 1993 | "Gone Too Soon"                                             | Bill DiCicco                        |
| 1995 | "HIStory Teaser"                                            | Rupert Wainwright                   |
| 1995 | "Scream" (med Janet Jackson)                                | Mark Romanek                        |
| 1995 | "Childhood"                                                 | Nicholas Brandt                     |
| 1995 | "You Are Not Alone"                                         | Wayne Isham                         |
| 1995 | "Earth Song"                                                | Nicholas Brandt                     |
| 1996 | "Why" (3T med Michael Jackson)                              | Ralph Ziman                         |
| 1996 | "They Don't Care About Us" (Brasilien udgave)               | Spike Lee                           |
| 1996 | "They Don't Care About Us" (Fængsel udgave)                 | Spike Lee                           |
| 1996 | "Stranger in Moscow"                                        | Nicholas Brandt                     |
| 1997 | "Blood on the Dance Floor"                                  | Michael Jackson og Vincent Paterson |
| 1997 | "Blood on the Dance Floor" (Refugee Camp Mix)               | Michael Jackson og Vincent Paterson |
| 1997 | "(2 Bad + Is it Scary +) Ghosts"                            | Stan Winston                        |
| 1997 | "HIStory (Tony Moran's History Lesson)"                     |                                     |
| 2001 | "You Rock My World"                                         | Paul Hunter                         |
| 2001 | "Cry"                                                       | Nicholas Brandt                     |
| 2001 | "What More Can I Give" (Michael Jackson & Venner)           |                                     |
| 2003 | "One More Chance"                                           | Michael Jackson                     |
| 2009 | "This Is It" (med The Jacksons)                             | Spike Lee                           |
| 2010 | "We Are the World 25 for Haiti" (bestand optagelser)        | Paul Haggis                         |
| 2010 | "Hold My Hand" (med Akon)                                   | Mark Pellington                     |
| 2011 | "Hollywood Tonight"                                         | Wayne Isham                         |
| 2011 | "Behind the Mask"                                           | Dennis Liu                          |
| 2011 | "All in Your Name" (med Barry Gibb)                         | Barry Gibb                          |

### Filmografi
| År   | Film                                         | Rolle                           | Direktør             |
| ---- | -------------------------------------------- | ------------------------------- | -------------------- |
| 1978 | The Wiz                                      | Fugleskræmsel                   | Sidney Lumet         |
| 1982 | Michael Jackson's Thriller                   | Ham Selv/Varulv/Zombie          | John Landis          |
| 1986 | Captain EO                                   | Captain EO                      | Francis Ford Coppola |
| 1988 | Moonwalker                                   | Ham Selv                        | Jerry Kramer         |
| 1997 | Michael Jackson's Ghosts                     | Maestro/Borgmester/Ghoul/Skelet | Stan Winston         |
| 2002 | Men in Black II                              | Agent M (cameo)                 | Barry Sonnenfeld     |
| 2004 | Miss Cast Away and the Island Girls          | Agent MJ (cameo)                | Bryan Michael        |
| 2004 | Man in the Mirror: The Michael Jackson Story | Ham Selv                        | Allan Moyle          |
| 2009 | Michael Jackson's This Is It                 | Ham Selv                        | Kenny Ortega         |
| 2011 | Michael Jackson: The Life of an Icon         | Ham Selv                        | Andrew Eastel        |
| 2012 | Bad 25                                       | Ham Selv                        | Spike Lee            |

### Video albums
| År   | Video detaljer                                                                                   |  |
| ---- | ------------------------------------------------------------------------------------------------ |  |
| 1984 | Making of Michael Jackson's Thriller - Udgivet: 1984 - Format: VHS                               |  |
| 1988 | Moonwalker - Udgivet: 1, Januar 1989 - Format: VHS, DVD, Blu-ray                                 |  |
| 1993 | Dangerous – The Short Films - Udgivet: 23, November 1993 - Format: VHS, DVD                      |  |
| 1995 | Video Greatest Hits – HIStory - Udgivet: 20, Juni 1995 - Format: VHS, DVD                        |  |
| 1996 | HIStory World Tour: Live in Seoul - Udgivet: Ukendt - Format: VHS                                |  |
| 1997 | HIStory on Film, Volume II - Udgivet: 20, Maj 1997 - Format: VHS, DVD                            |  |
| 1997 | Michael Jackson's Ghosts - Udgivet: 21, Juli 1997 - Format: VHS, Video CD                        |  |
| 2001 | HIStory on Film I & II - Udgivet: 16 November 2001 - Format: DVD                                 |  |
| 2003 | Number Ones - Udgivet: 18, November 2003 - Format: DVD                                           |  |
| 2004 | The One - Udgivet: 9, Marts 2004 - Format: DVD                                                   |  |
| 2005 | Live in Bucharest: The Dangerous Tour - Udgivet: 26, Juli 2005 - Format: DVD                     |  |
| 2008 | Live in Japan (Uofficielt udgivet som en bootleg DVD) - Udgivet: 12, December 2008 - Format: DVD |  |
| 2010 | Michael Jackson's This Is It - Udgivet: 26, Januar 2010 - Format: DVD, Blu-ray                   |  |
| 2010 | Michael Jackson's Vision - Udgivet: 22, November 2010 - Format: DVD                              |  |
| 2012 | Live at Wembley July 16, 1988 - Udgivet: 18, September 2012 - Format: DVD                        |  |
| 2013 | Bad 25 - Udgivet: 2, Juli 2013 - Format: DVD, Blu-ray                                            |  |